# 7-й истребительный авиационный полк
Не следует путать с 7-м истребительным авиационным полком ВВС Черноморского флота
7-й истребительный авиационный Краснознамённый полк — воинская часть вооружённых СССР в Великой Отечественной войне.

## История
Формировался с 4 апреля 1938 года в Красногвардейске. Как один из лучших полков ВВС РККА получил право на участие 1 мая 1938 года в параде на Красной площади в Москве.
Принимал участие в походе на Западную Украину и Западную Белоруссию и Зимней войне.
В составе действующей армии во время Великой Отечественной войны c 22 июня 1941 года по 7 марта 1942 года.
В период с 5 апреля по 16 мая 1940 года в Киевском Особом военном округе на аэродроме г. Умань на основе одной эскадрильи 7-го иап сформирован 92-й истребительный авиационный полк в составе 4-х эскадрилий на самолетах И-153.
На 22 июня 1941 года постоянно базировался в Майсниеми, будучи вооружённым 63 истребителями И-153. Однако три эскадрильи полка, укомплектованные самыми опытными 30-ю лётчиками находились в Горелово, где осваивали МиГ-3, уже переданные в состав полка в количестве 28 штук. В Майсниеми оставалась только одна эскадрилья молодых пилотов на И-153. «Молодёжная» эскадрилья полка была поднята в воздух уже 22 июня 1941 года, однако не сумела догнать немецкие самолёты. 24 июня 1941 года прибыл Г. М. Галицын (командира 193-го полка) с группой пилотов из 157-го, 191-го, 192-го, 193-го истребительных полков. Из них 26 июня 1941 года была сформирована группа тогда майора Г. М. Галицына, за которой сохранился номер полка. 27 июня 1941 года в состав полка вошла эскадрилья из 9 МиГ-3, из числа убывших в Горелово до войны лётчиков полка.
Полк вступил в первые бои с финскими ВВС в конце июня 1941 года. 29 июня 1941 года полк штурмует аэродром Утти, 3 июля 1941 года патрулирует в районе Энсо. Большую часть вылетов полк осуществлял на штурмовку наземных целей, а 2 июля 1941 года одержал первую победу в воздушном бою. К 30 июня 1941 года полк был рассредоточен: на аэродроме скопилось 75 самолётов, поэтому 12 экипажей были передислоцированы в Максалахта, а ещё 22 молодых лётчика при 13 самолётах отправлены на дообучение в Яппиля. Тяжелейшие бои полк провёл 22 июля 1941 года сбив 10 Bf-109 и Bf-110.
В середине июля 1941 года полк состоял из 5 эскадрилий, 1-я на И-16, 2-я, 3-я, 4-я на И-153, 5-я на МиГ-3. За июнь-июль 1941 года полк произвёл 1343 боевых вылета, уничтожил 32 вражеских самолёта, потеряв при этом 5 самолётов и 3 лётчика. В июле 1941 года полк был оперативно подчинён командованию 7-го авиакорпуса ПВО и в течение двух месяцев обеспечивал противовоздушную оборону Ленинграда, а также привлекался для прикрытия наземных войск и штурмовки неприятеля. Так, в июле 1941 года отмечены действия полка в районе Луги, в августе 1941 года — в районе Волосово, Красное Село. В конце августа 1941 года полк базировался на трёх аэродромах: в Невской Дубровке, Касимово и Комендантском аэродроме
Так за 16 сентября 1941 года полк отчитался о 16 сбитых самолётах противника; силами полка 30 сентября 1941 года был сбит командир 3-й группы Эскадры «Зелёное сердце» (III./JG54) гауптман Арнольд Лигнитц. 20 сентября 1941 года штурмует аэродром Липки, отчитался об уничтожении или повреждении 44 самолётов противника. 6 ноября 1941 года подавлял зенитные точки на аэродроме Сиверская.
Начиная с ноября 1941 года действовал в основном на Карельском перешейке в интересах войск 23-й армии до момента преобразования в гвардейский и впоследствии. На 12 декабря 1941 года базируется в Большом Янино и Смольной, имея в наличии 13 И-153 из них 6 неисправных и 25 лётчиков
С июня 1941 года по март 1942 года полк по собственным отчётам совершил 6494 боевых вылета, уничтожил в воздухе 90 самолётов противника, на земле 46 самолётов, 510 автомашин, 85 танков и бронемашин, 18 автоцистерн, 8 автобусов, 3 паровоза, 287 вагонов, 38 батарей зенитной артиллерии, 153 зенитно-пулемётных точки, 20 артиллерийских и миномётных батарей, 7 барж и катеров, 85 мотоциклистов, 87 повозок, 123 лошади, 7 складов с боеприпасами, много живой силы.
Потерял в боях 26 самолётов (не считая небоевых потерь) и 26 пилотов, при этом много техники с экипажами передал в другие полки: в 19-й истребительный авиационный полк 10 МиГ-3, в 153-й истребительный авиационный полк 9 МиГ-3 и 2 И-16, в 137-й истребительный авиационный полк 13 И-153, в 235-й штурмовой авиационный полк 12 И-153 и 4 И-15 бис.
К моменту преобразования в полку было всего 13 самолётов: 10 И-153 и 3 И-16.
7 марта 1942 года приказом Народного комиссара обороны СССР № 70 преобразован в 14-й гвардейский истребительный авиационный полк.
В современности преемником полка является 14-й гвардейский истребительный авиационный Ленинградский Краснознамённый ордена Суворова полк, вооружённый Су-30СМ.

## Полное наименование
- 7-й истребительный авиационный Краснознамённый полк

## Подчинение
| Дата            | Фронт (округ)       | Армия      | Корпус | Дивизия                           | Примечания                                    |
| --------------- | ------------------- | ---------- | ------ | --------------------------------- | --------------------------------------------- |
| 22.06.1941 года | Северный фронт      | -          | -      | 5-я смешанная авиационная дивизия | -                                             |
| 01.07.1941 года | Северный фронт      | -          | -      | 5-я смешанная авиационная дивизия | -                                             |
| 10.07.1941 года | Северный фронт      | -          | -      | -                                 | в оперативном подчинении 7-го авиакорпуса ПВО |
| 01.08.1941 года | Северный фронт      | -          | -      | -                                 | в оперативном подчинении 7-го авиакорпуса ПВО |
| 01.09.1941 года | Ленинградский фронт | 23-я армия | -      | -                                 | -                                             |
| 01.10.1941 года | Ленинградский фронт | 23-я армия | -      | 5-я смешанная авиационная дивизия | -                                             |
| 01.11.1941 года | Ленинградский фронт | 23-я армия | -      | 5-я смешанная авиационная дивизия | -                                             |
| 01.12.1941 года | Ленинградский фронт | 23-я армия | -      | 5-я смешанная авиационная дивизия | -                                             |
| 01.01.1942 года | Ленинградский фронт | 23-я армия | -      | 5-я смешанная авиационная дивизия | -                                             |
| 01.02.1942 года | Ленинградский фронт | 23-я армия | -      | 5-я смешанная авиационная дивизия | -                                             |
| 01.03.1942 года | Ленинградский фронт | 23-я армия | -      | -                                 | -                                             |

## Командиры
- майор Анисимов Пётр Николаевич, 03.1938 — 11.1938[3]
- майор Туренко Евгений Георгиевич, 03.1939 — 20.06.1940
- капитан, майор Синев Алексей Николаевич, 20.06.1940 — 24.06.1941
- майор, подполковник Галицын Георгий Михайлович, 24.06.1941 — 18.10.43
- майор, подполковник Свитенко Николай Иванович, 27.10.1943 — 31.12.1945

## Награды и наименования
| Награда                | Дата       | За что получена |
| ---------------------- | ---------- | --- |
| Орден Красного Знамени | 11.04.1940 | За образцовое выполнение боевых заданий командования на фронте борьбы с финской белогвардейщиной и проявленные при этом доблесть и мужество |

## Отличившиеся воины полка
| Награда | Ф. И. О.                      | Должность                     | Звание               | Дата       | Примечания                                                                                             |
| ------- | ----------------------------- | ----------------------------- | -------------------- | ---------- | --- |
|         | Антонов, Николай Дмитриевич   | военный комиссар полка        | батальонный комиссар | 21.03.1940 | к моменту награждения 30 боевых вылетов                                                                |
|         | Курочкин, Владимир Михайлович | лётчик                        | лейтенант            | 21.03.1940 | - |
|         | Ларионов, Георгий Петрович    | Командир эскадрильи           | старший лейтенант    | 21.03.1940 | к моменту представления 120 боевых вылетов                                                             |
|         | Семёнов, Александр Фёдорович  | Помощник командира эскадрильи | капитан              | 21.03.1940 | к моменту представления 75 боевых вылетов, 5 воздушных боёв, сбил лично 4 вражеских самолёта           |
|         | Свитенко, Николай Иванович    | Командир эскадрильи           | капитан              | 10.02.1943 | к моменту представления 135 боевых вылетов, сбил лично 5 вражеских самолётов и 7 в группе.             |
|         | Туренко, Евгений Георгиевич   | Командир полка                | майор                | 21.03.1940 | к моменту представления 35 боевых вылетов.                                                             |
|         | Шинкаренко, Фёдор Иванович    | Командир эскадрильи           | старший лейтенант    | 07.04.1940 | к моменту представления 46 боевых вылетов, лично сбил лично 2 и в составе группы 1 самолёт противника. |